# Синагоги-фортеці

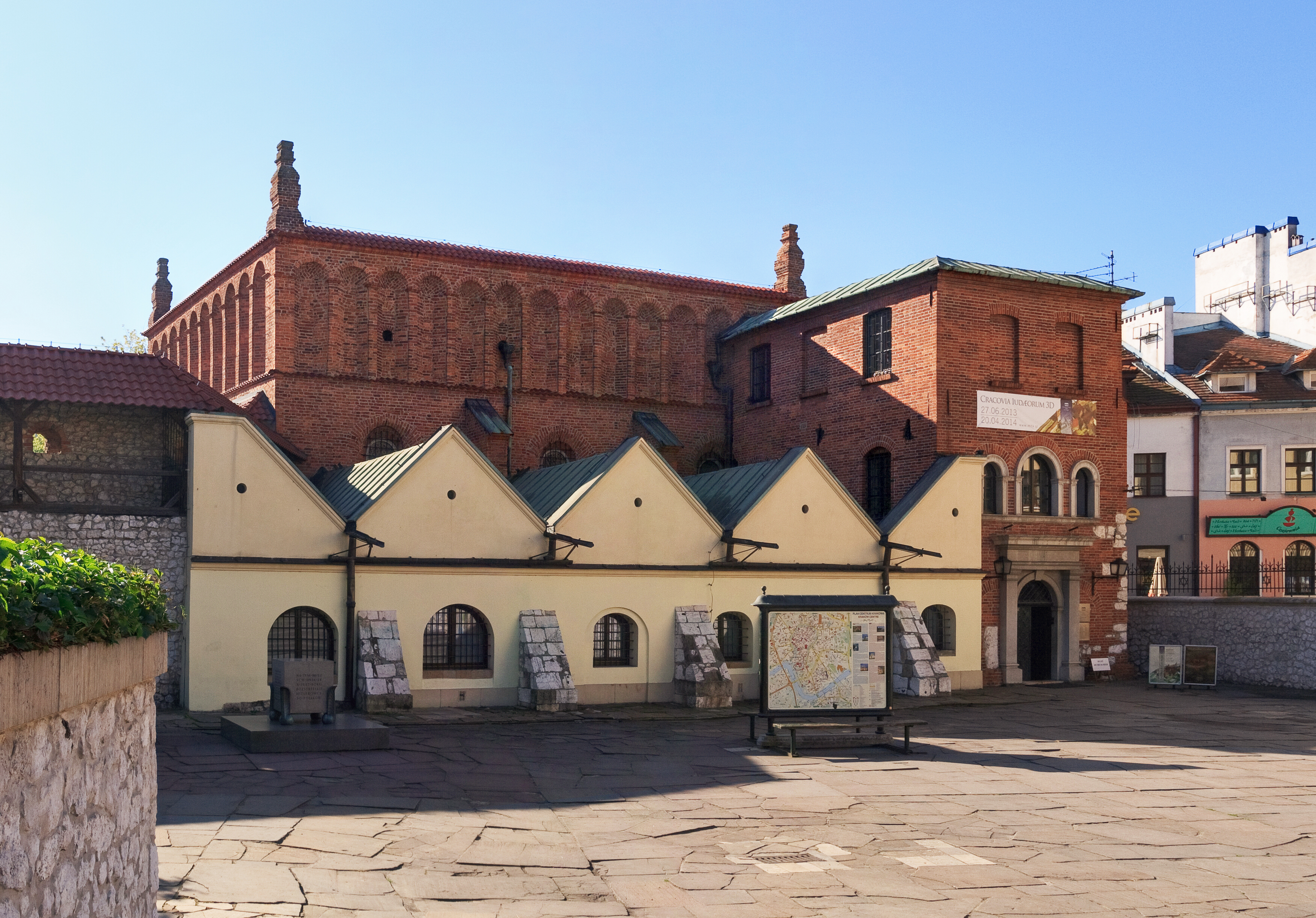
Стара синагога, Краків

Синаго́га-форте́ця — це синагога оборонного типу, побудована для того, щоб витримати атаки, захищаючи життя людей, що перебувають у ній.
Синагоги фортеці вперше з'явилися в Речі Посполитій у XVI столітті, в часи частих вторгнень зі сходу від османських, російських і волоських військ. Типовим прикладом такої споруди є Стара Синагога у м.Перемишль. Регіон також мав укріплені церкви, наприклад костьол святого Андрія у м.Краків.
Стара Синагога у м. Кракові, — рідкісна синагога з фортецею, яка була перебудована в 1570 р., з стінкою аттику з бійницями і вікнами, розташованими на висоті над землею, тобто особливостями, котрі запозичені з військової архітектури. З того часу синагога перебудовувалася багато разів. Стіни були товстої кладки, з міцними опорами, щоб витримувати штурм.
Як і інші укріплення, синагоги часто будувалися на пагорбах. Синагога Гусятина, Сатанівська синагога також є прикладами синагог фортець XVI століття.